# Všenice
Všenice (en allemand : Wschenitz) est une commune du district de Rokycany, dans la région de Plzeň, en République tchèque. Sa population s'élevait à 273 habitants en 2021.

## Géographie
Volduchy se trouve à 10 km au nord-nord-ouest de Rokycany, à 17 km au nord-est de Plzeň et à 70 km à l'ouest-sud-ouest de Prague.
La commune est limitée par Břasy au nord et à l'est, et par Bušovice au sud et à l'ouest.

## Histoire
La première mention écrite du village date de 1115.

## Transports
Par la route, Všenice se trouve à 12 km de Rokycany, à 18 km de Plzeň et à 84 km de Prague. 